# Psapharochrus cavei
Psapharochrus cavei är en skalbaggsart som först beskrevs av Chemsak och Hovore 2002.  Psapharochrus cavei ingår i släktet Psapharochrus och familjen långhorningar.
Artens utbredningsområde är Honduras. Inga underarter finns listade i Catalogue of Life.